# National Register of Historic Places auf den Marshallinseln
Vier historische Stätten auf den Marshallinseln wurden in das National Register of Historic Places der Vereinigten Staaten aufgenommen, davon zwei als National Historic Landmark.
Hinweis: Diese Liste ist bis zum Stand 25. März 2011 vollständig.

## Aktuelle Einträge
| Lfd. Nr. | Name im NRHP                       | Bild | Datum der Eintragung | Adresse/Lage                                           | Insel/Atoll | Beschreibung |
| -------- | ---------------------------------- | ---- | -------------------- | ------------------------------------------------------ | ----------- | ------------ |
| 1        | DeBrum House                       |      | 30. Sep. 1976        | Likiep Island 9° 49′ 21″ N, 169° 18′ 23″ O             | Likiep      |              |
| 2        | Kwajalein Island Battlefield       |      | 4. Feb. 1985         | Kwajalein Missile Range 8° 43′ 8″ N, 167° 43′ 55″ O    | Kwajalein   |              |
| 3        | Marshall Islands War Memorial Park |      | 30. Sep. 1976        | Dalap Island 7° 5′ 9″ N, 171° 22′ 18″ O                | Majuro      |              |
| 4        | Roi-Namur Battlefield              |      | 4. Feb. 1985         | Kwajalein Missile Range 9° 23′ 43,5″ N, 167° 28′ 33″ O | Kwajalein   |              |

## Belege
1. ↑  Die Zahlen verdeutlichen die Reihenfolge nach signifikanten Ausdrücken. Die verschiedenen Farben unterscheiden National Historic Landmark und National Register of Historic Places Districts von den anderen Gebäuden, Bauwerken, Stätten oder Objekten, die im Pitkin County in das NRHP aufgenommen wurden.
2. ↑  Die hier angegebene Benennung folgt der Form, wie sie vom National Park Service auf seiner website www.focus.nps.gov geführt wird.

- Karte mit allen Koordinaten:
- OSM |
- WikiMap